# Elezioni legislative in Portogallo del 2002
Le elezioni legislative in Portogallo del 2002 si tennero il 17 marzo per il rinnovo dell'Assemblea della Repubblica.
In seguito all'esito elettorale, José Manuel Barroso, espressione del Partito Social Democratico, divenne Primo ministro; nel 2004 fu sostituito da Pedro Santana Lopes, anch'egli di estrazione socialdemocratica.

## Risultati
| Partito Social Democratico                       | 2 200 765 | 41,01 | 105 |  |  |  |
| Partito Socialista                               | 2 068 584 | 38,55 | 96  |  |  |  |
| Partito Popolare                                 | 477 350   | 8,90  | 14  |  |  |  |
| Coalizione Democratica Unitaria (PCP - PEV)      | 379 870   | 7,08  | 12  |  |  |  |
| Blocco di Sinistra                               | 149 966   | 2,79  | 3   |  |  |  |
| Partito Comunista dei Lavoratori Portoghesi      | 36 193    | 0,67  | –   |  |  |  |
| Movimento Partito della Terra                    | 15 540    | 0,29  | –   |  |  |  |
| Partito Popolare Monarchico                      | 12 398    | 0,23  | –   |  |  |  |
| Partito Umanista                                 | 11 472    | 0,21  | –   |  |  |  |
| Partito Nazionale Rinnovatore                    | 4 712     | 0,09  | –   |  |  |  |
| Partito Operaio di Unità Socialista              | 4 316     | 0,08  | –   |  |  |  |
| Blocco di Sinistra - Unione Democratica Popolare | 3 911     | 0,07  | –   |  |  |  |
| Partito di Solidarietà Nazionale                 | 804       | 0,01  | –   |  |  |  |
| Totale                                           | 5 365 881 | 100   | 230 |  |  |  |
|                                                  |           |       |     |  |  |  |
| Schede bianche                                   | 55 121    | 1,01  |     |  |  |  |
| Schede nulle                                     | 52 653    | 0,96  |     |  |  |  |
| Votanti                                          | 5 473 655 |       |     |  |  |  |

| Riepilogo dei seggi (+/- elezioni 1999) | Riepilogo dei seggi (+/- elezioni 1999) | Riepilogo dei seggi (+/- elezioni 1999) | Riepilogo dei seggi (+/- elezioni 1999) | Riepilogo dei seggi (+/- elezioni 1999) | Riepilogo dei seggi (+/- elezioni 1999) | Riepilogo dei seggi (+/- elezioni 1999) |
| --------------------------------------- | --------------------------------------- | --------------------------------------- | --------------------------------------- | --------------------------------------- | --------------------------------------- | --------------------------------------- |
|                                         |                                         |                                         |                                         |                                         |                                         |                                         |
| CDU                                     | 12                                      | ▼ 5                                     |                                         | BE                                      | 3                                       | ▲ 1                                     |
| PS                                      | 96                                      | ▼ 19                                    |                                         | PSD                                     | 105                                     | ▲ 24                                    |
| CDS-PP                                  | 14                                      | ▼ 1                                     |                                         |                                         |                                         |                                         |